# Ciucimanî, Busk
Ciucimanî (în ucraineană Чучмани) este un sat în comuna Bolojîniv din raionul Busk, regiunea Liov, Ucraina.

## Demografie
Componența lingvistică a localității Ciucimanî
     Ucraineană (100%)
Conform recensământului din 2001, toată populația localității Ciucimanî era vorbitoare de ucraineană (100%).